# Grenze zwischen Angola und Namibia

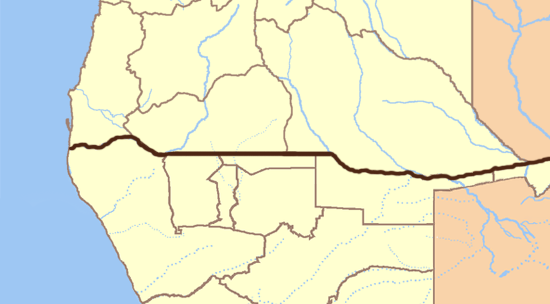
Angolanisch-namibischer Grenzverlauf

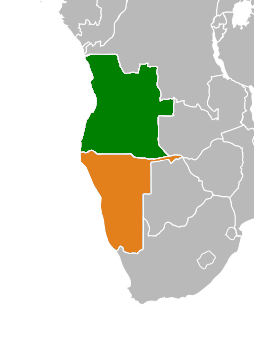
Die Grenze zwischen Angola (grün) und Namibia (orange)

Die Grenze zwischen der Republik Angola und der Republik Namibia ist 1427 Kilometer lang und verläuft in einem zusammenhängenden Abschnitt von 17° 38′ 13″ S, 23° 25′ 59″ O im Osten bis 17° 15′ 7″ S, 11° 45′ 4″ O im Westen. 

## Grenzverlauf
Vom Atlantik im Westen bildet der Kunene die natürliche Grenze zwischen Angola und Namibia bis zu den Ruacanafällen. Östlich hiervon entspricht der Grenzverlauf zunächst einer geraden Linie nach Osten bis zum Okavango, er folgt von dort dem Fluss weiter nach Osten, in etwa bis zu den Ortschaften Mucusso (Angola) und Mukwe (Namibia). Weiter ost-nordostwärts verläuft die Grenze entsprechend dem Artikel III des Vertrages zwischen dem Deutschen Reich und dem Vereinigten Königreich über die Kolonien und Helgoland vom 1. Juli 1890, entlang einer gerade Linie, die die nördliche Begrenzung des namibischen Caprivizipfels bildet, bis zum Sambesi.

### Grenzübergänge
Angola und Namibia haben auf ihrer gemeinsamen Grenze acht (Stand 2018) Grenzübergänge. Zwei weitere sind (Stand 2014) geplant.

## Zeitzonengrenze
Die Grenze zwischen Angola und Namibia bildet auch eine Zeitzonengrenze (Angola: UTC+1, Namibia UTC+2). Dies ist insofern ungewöhnlich, weil Zeitzonen üblicherweise eher an den Meridianen (in Nord-Süd-Richtung) ausgerichtet sind, die Grenze zwischen Angola und Namibia hingegen in West-Ost-Richtung verläuft. Die Zeitzone Namibias wurde mehrfach angepasst (Gesetzliche Zeit in Namibia).

## Galerie

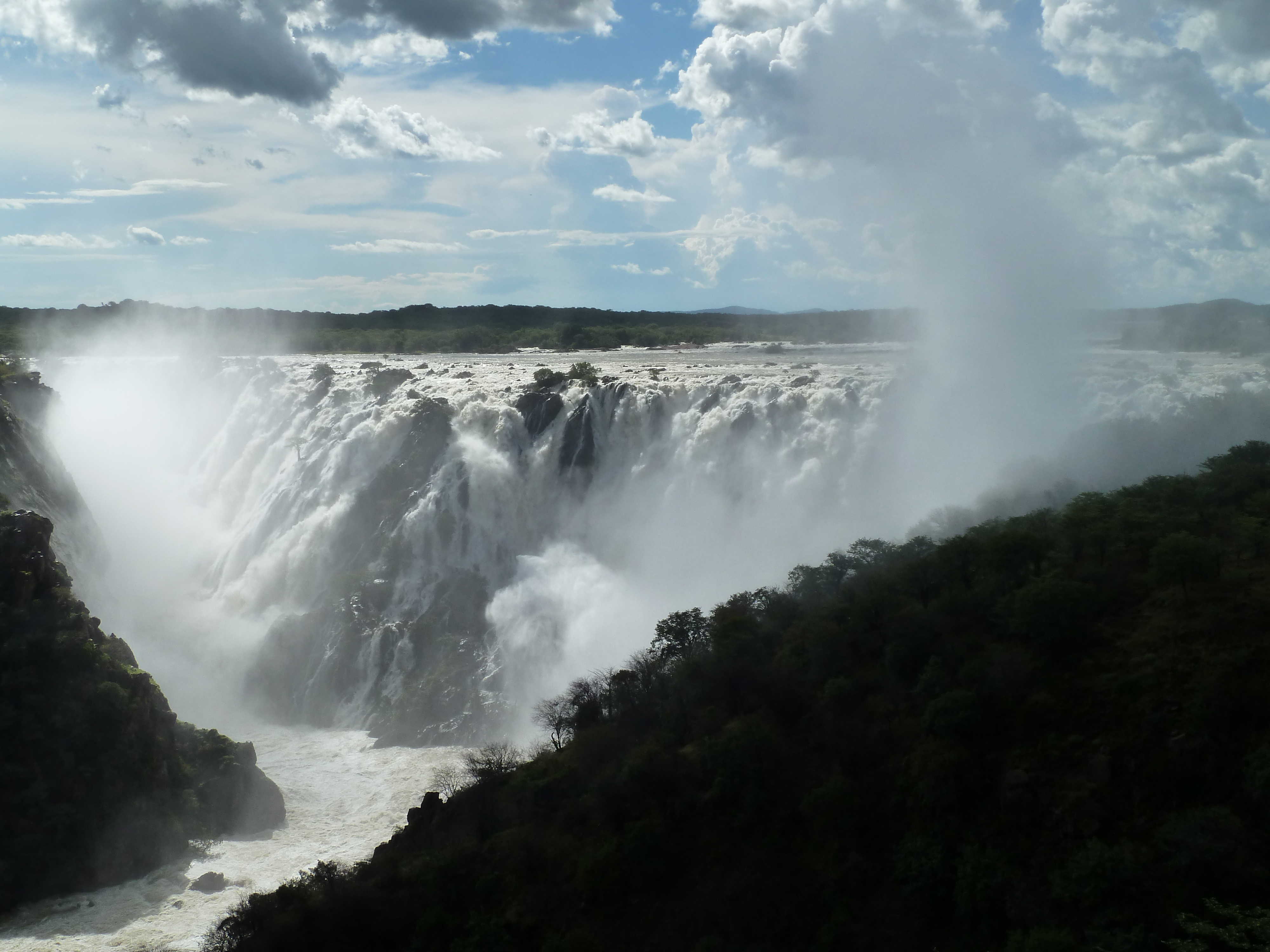
Ruacanafälle am Kunene